# Clinch
Clinch är en svensk kortfilm från 1999 i regi av Håkan Lindhé. I rollerna ses bland andra Shanti Roney, Peter Engman och Eva Carlberg.

## Handling
Ralle och PH har vuxit upp tillsammans på en liten ort i Västsverige. Under tonåren har de varit oskiljaktiga, men har sedan gått åt olika håll i livet. Efter att inte ha träffats på tio år ses de nu igen och det hela kommer att sluta på ett sätt som ingen av dem hade kunnat räkna med.

## Rollista
- Shanti Roney – Ralf "Ralle" Karlsson
- Peter Engman – P-H Bolin
- Eva Carlberg – Anja, P-H:s fru
- Simon Engman – Axel, P-H:s lille son
- Robert Bolin – man i chevan
- László Hágó – man i chevan
- Jeff Norman – man i chevan
- Stefan Kumberg – stuntman
- Lasse Lundgren – stuntman

## Om filmen
Clinch producerades av Malte Forssell och spelades in med Victor Davidson som producent efter ett manus av Lindhé. Musiken komponerades av Gustave Lund och filmen klipptes av Andreas Jonsson. Den premiärvisades 4 februari 1999 på Göteborgs filmfestival och har även visats på bio samt två gånger av Sveriges Television.
Filmen röstades fram till bästa kortfilm vid Umeå filmfestival 1999. Den belönades även med pris vid Stockholms filmfestival 1999 och en Guldbagge 2000 för bästa kortfilm.